# ジバンシィ

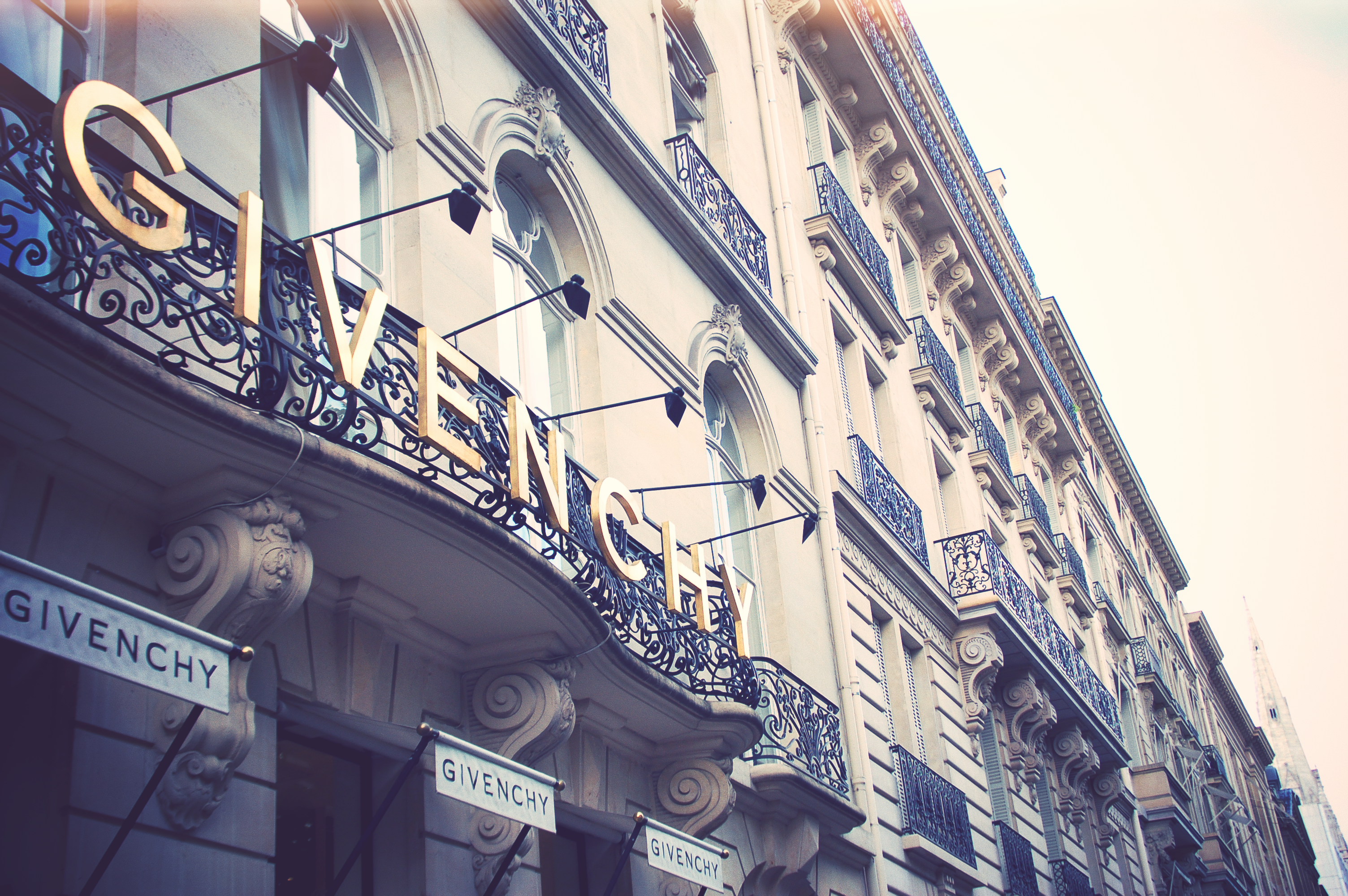
パリ8区ジョルジュ＝サンク大通りの本社及び旗艦店

ジバンシィ (GIVENCHY) は、ユベール・ド・ジバンシィ（Hubert de Givenchy、1927年2月20日 - 2018年3月10日
）が1952年に設立したフランスのファッションブランド。
パリ8区モンテーニュ大通りに本店乃至旗艦店、同区ジョルジュ＝サンク大通りに本社及び旗艦店がある。ディオールやフェンディなどと同じLVMH系列に属する。

## 概要

『ティファニーで朝食を』のためにジバンシィがデザインしたリトル・ブラックドレス

服飾、装飾品、香水および化粧品などのファッション用品を展開している。アルファベットのGを四角くアレンジして4個重ねたロゴが特徴。LVMHグループではディオールに次いで2番目に大きい部門となっている。
各シーズンの最新商品はパリ・コレクションで発表している。
有名な顧客にオードリー・ヘプバーンやギネス家、モナコ大公家のグリマルディ家やケネディ家がある。ヘプバーンは『麗しのサブリナ』、『おしゃれ泥棒』、『シャレード』、『ティファニーで朝食を』などの映画でジバンシィによる衣装を着用した（「オードリー・ヘプバーンの黒いジバンシィドレス」）。また、ケネディ家の女性たちが第35代アメリカ大統領ジョン・F・ケネディの葬儀においてジバンシィのデザインした喪服を着ていたことも有名である。

### 日本での展開
アパレル系商品は長らくセレクトショップを展開するサードカルチャー社がメインディーラーとなっていたが、2014年の表参道路面店（北青山3丁目）オープンによりLVJ（ルイ・ヴィトン ジャパン）自社でも輸入・販売を行うようになった。
コスメ・香水類はパルファム・ジバンシィ・ジャポン（LVMHフレグランスブランズ）によって独自ルートで展開されている。ディオール、シャネルなどとともに、全国各地のデパートにコスメカウンターを設けている海外ブランドの代表といえる。
かつては大丸で独占的に取り扱っていた。

### ユベール・ド・ジバンシィの略歴
- 1927年 - パリ近郊・ボーヴェに生まれる。5歳で父と死別し、祖父の元で育つ。
- 1937年 - パリ万博での衣装の展示を見たのがきっかけでデザイナーを志す。17歳でジャック・ファットのメゾンに入る。ロベール・ピゲやルシアン・ルロンのもとを経て、スキャパレッリのメゾンに行く。
- 1952年 - 独立して自らの会社を設立。初コレクションを行う。斬新なアイデアとシャープな感性が絶賛され、「モードの神童」と呼ばれる。
- 1995年 - 後任デザイナーにジョン・ガリアーノを指名して引退。
- 2018年3月10日 - 91歳で死去[1][2]。

### 企業としてのジバンシィ
- 1952年 - 創業。
- 1954年 - オードリー・ヘプバーン主演映画『麗しのサブリナ』の一部の衣装を担当。
- 1955年 - 「自由なライン」として発表したウエストもヒップもないシュミーズ・ドレスが「革命的な衣装」として反響を呼ぶ。
- 1956年 - レディースウェアライン「GIVENCHY UNIVERSITY」を発表。
- 1961年 - オードリー・へプバーン主演映画『ティファニーで朝食を』のために黒いドレス他をデザインする。
- 1962年 - 香水発表。
- 1968年 - 「ジバンシィ・ヌーベル・ブティック」開設。
- 1972年 - 男性化粧品発表。
- 1973年 - メンズウェアライン「GENTLEMAN GIVENCHY」を発表。
- 1978年 - デ・ドール賞を受賞。
- 1996年 - アレキサンダー・マックイーンがレディースラインオートクチュールとプレタポルテの主任デザイナーに就任。
- 1999年 - 「GENTLEMAN GIVENCHY」を「GIVENCHY」に改称。
- 2000年 - マックイーン、この年の春夏シーズンよりメンズも手がける。
- 2001年 - 秋冬シーズンより、ジュリアン・マクドナルドがレディースのオートクチュールとプレタポルテの主任デザイナーに就任。
- 2003年 - オズワルド・ボーテングがメンズラインの主任デザイナーに就任する。
- 2005年 - リカルド・ティッシがレディースのオートクチュールとプレタポルテ主任デザイナーに就任する。
- 2008年 - ティッシがメンズラインも手がけるようになる。
- 2014年 - 日本初の路面店が表参道にオープン。メインディーラーのサードカルチャーではなく、こちらではLVJ自身が輸入・流通・販売を行う。
- 2017年
  - 2月 - ティッシが突然の辞任発表[3]。ラストコレクションは2017年秋冬メンズと、17年春夏クチュール。
- 3月 - クレア・ワイト・ケラー（前クロエクリエイティブ・ディレクター）が、アーティスティック・ディレクターに就任。メゾン初の女性アーティスティック・ディレクターによるファーストコレクションは2017年10月の2018年春夏コレクション。

## タイアップ
1970年代には、アメリカの高級車であるリンカーンとタイアップして内外装をジバンシィが仕上げた特別仕様車「ジバンシィ・デザイナー・シリーズ」が発売されていた。
1980年代前半には、日産自動車とタイアップして同じく内外装をジバンシィが仕上げたローレル（C31型・1980年～1984年）の「ジバンシーバージョン」、「ジバンシィバージョンII」、「ジバンシーバージョンIII」が発売され、ユベール・ド・ジバンシィ自らローレルのCMキャラクターを務めていた。1984年から大丸の社長を務めた12代目下村正太郎も本車種を保有しており、長らく大丸ヴィラにてナンバーがない状態で保管されていたが、2022年に日産自動車へ寄贈されヘリテージコレクションに収蔵されている。